# Celestica
Celestica Inc. NYSE: CLS) es una multinacional manufacturera de servicios de electrónica(EMS) con base de operaciones en Toronto, Canadá. Celestica opera una red de manufactura internacional, con presencia en Europa, Asia, Norte y Sudamérica. Provee una amplia red de servicios integrales y soluciones en los principales OEMs.(original equipment manufacturers). 

## Historia
Celestica se incorporó como una subsidaria de IBM el 3 de enero de 1994. En octubre de 1996 Onex Corporation adquirió Celestica y controla aproximadamente el 69% de los votos de la compañía.

## Operaciones
La red de manufactura global de Celestica opera en más de 40 plantas en Europa, Asia, Norte y Sudamérica. La compañía ofrece servicios a nivel mundial que incluyen; diseño e ingeniería, manufactura y ensamble de sistemas y servicios after-market. También tienen el contrato para la reparación de cualquier consola de Xbox 360 en Canadá.

## Celestica de Reynosa, México
Una de las facilidades líderes que manejan After Market Services (CAMS) es la ubicada en Reynosa, México, una ciudad ubicada en el estado de Tamaulipas. Esta planta ofrece servicios after market como reparaciónm remanufactura y reprueba de para varios clientes.Recientemente ha perdido unidades de negocio como Avaya, Motorola y Alcatel-Lucent:
- Palm - Repara varios modelos de teléfonos inteligentes como Centro, PRO, PRE, Recientemente PIXI y algunos otros modelos.
- Research In Motion - BlackBerry con los modelos Charm C y Charm D